# Lötzelbach
Der Lötzelbach ist ein gut ein Kilometer langer rechter und nordöstlicher Zufluss der Dhünn. 

## Geographie

### Verlauf
Der Lötzelbach entspringt in einer mit vielen Bäumen versehenen Grünanlage, nördlich des Leimbacher Bergs in Leverkusen-Schlebusch. Er fließt in südwestlicher Richtung, seiner Hauptfließrichtung, die er im Wesentlichen bis zur Mündung beibehält. Nicht weit von seiner Quelle entfernt, wird er von einem zweiten Quellarm verstärkt. Das Bächlein fließt nun durch eine Kleingartenanlage. Kurz danach zweigt ein Nebenarm ab. Das Bächlein verschwindet nun bis zu seiner Mündung unter die Erde. Beim ehemaligen Rittergut Binnester Hof unterquert das Bächlein die Odenthaler Straße, vollzieht einen scharfen Knick nach rechts und trifft sich wieder mit seinem Nebenarm. Es folgt ein weiterer  scharfer Richtungswechsel von fast 90° und nach etwa 250 m  mündet der Lötzelbach schließlich verrohrt in die Dhünn.

### Flusssystem Dhünn
- Liste der Fließgewässer im Flusssystem Dhünn